# 中華民国一百年国慶
中華民国一百年国慶（繁: 中華民國一百年國慶）は、2011年（民国100年）10月10日に中華民国政府が実施した、中華民国国慶日（双十節）を記念する行事である。

## 概要

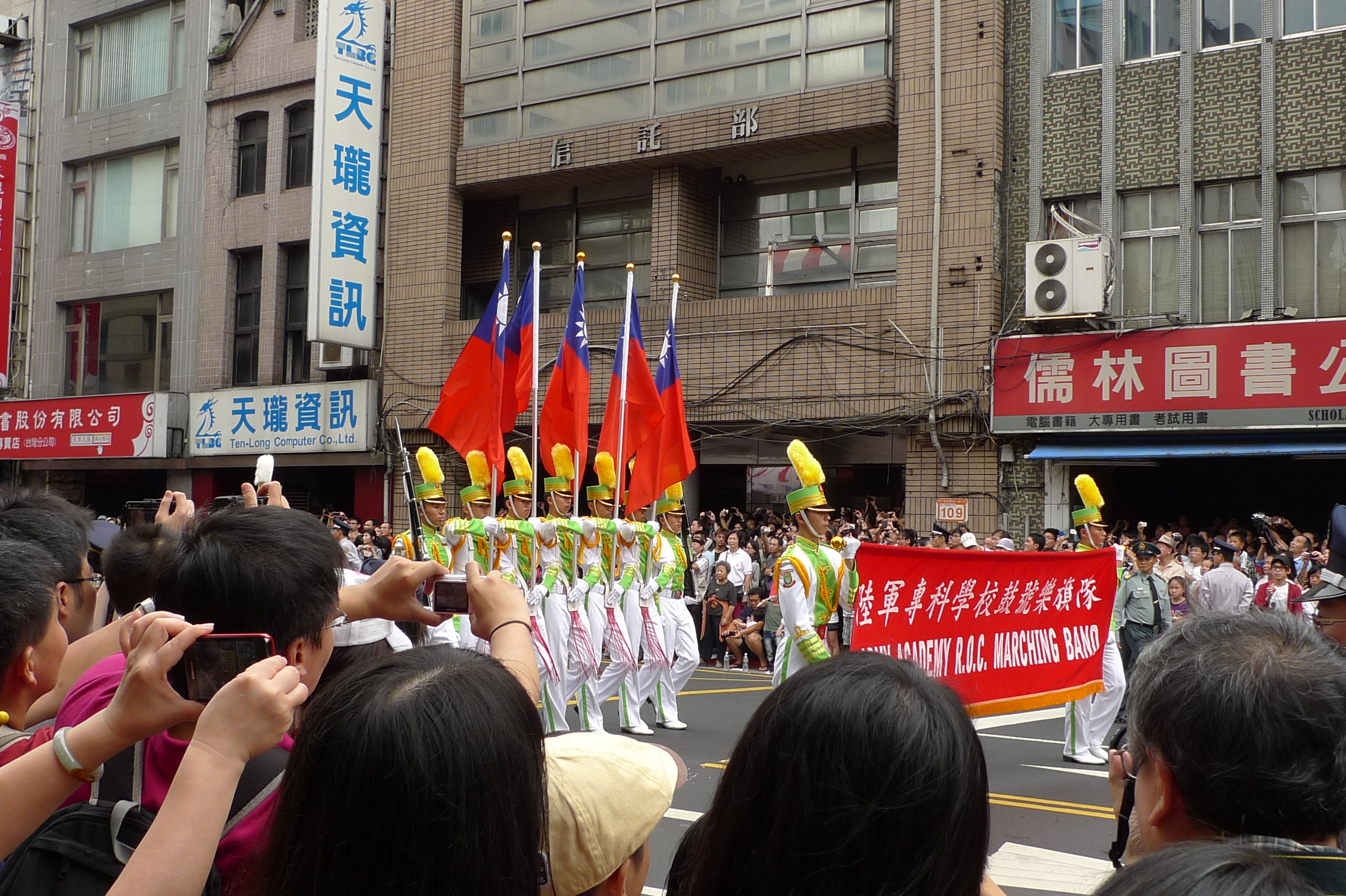
陸軍専科学校によるパレード

2009年（民国98年）10月10日、蕭万長（副総統）を委員長、呉敦義（行政院長）と王金平（立法院長）を副委員長とする中華民国建国一百年慶祝活動籌備委員会が設立され、一連の建国100周年記念行事の企画・運営を担った。
2011年10月11日の午前、台北市中正区の総統府前で国慶大会が開催された。大会は陸軍専科学校・台北市立第一女子高級中学・台北市立景美女子高級中学の生徒と三軍儀によるパフォーマンスで幕を開けた。次に、閩南人・客家人・外省人・原住民・新住民らで構成される「台東県国歌領唱団」が国歌を斉唱し、続いて玉山周辺の部落出身の原住民らで構成される「台湾原声童声合唱団」による慶祝組曲が披露された。パフォーマンスに続く、大会主席の王金平による演説が終わると、馬英九総統が登場して国語・台湾語・原住民族語で挨拶し、「百年奮闘・民主台湾」と題した演説を行った。演説の中で「中華民国は私たちの国家で、台湾は私たちの故郷だ（中華民國是我們的國家，台灣是我們的家園）」と述べると会場に万雷の拍手が沸き起こり、最後には参加者を率いて「中華民国万歳！台湾民主万歲！」と高らかに唱和した。次に軍事パレードが行われ、国軍の将校と兵士1,000人以上、各種軍用機71機、各種戦闘車両169台が参加した。最後に、国立台南大学・私立樹徳高級家事商業職業学校・国立台湾戯曲学院・私立華岡芸術学校の生徒らによる、台湾の文化多様性を表現するダンスが披露された。

## 主な参加者一覧

### 国内の政治家
- 主催者：馬英九・蕭万長・呉敦義・王金平・伍錦霖（中国語版）・楊進添（中国語版）・廖了以
- 政党党首
  - 郁慕明（ 新党）
  - 宋楚瑜（ 親民党）
- 中国国民党名誉主席
  - 連戦
  - 呉伯雄

### 国外の来賓
- ブルキナファソ：ブレーズ・コンパオレ（大統領）
- グアテマラ：アルバロ・コロン（大統領）
- ナウル：マーカス・スティーブン（大統領）
- パラオ：ジョンソン・トリビオン（大統領）
- ソロモン諸島：ダニー・フィリップ（首相）
- ドミニカ共和国：ラファエル・アルブルケルケ（スペイン語版）（副大統領）
- パラグアイ：フェデリコ・フランコ（スペイン語版）（副大統領（スペイン語版））
- スワジランド：ヌトンビ（王母）
- リトアニア：ヴァルダス・アダムクス（前大統領）
- アメリカ合衆国：ドナルド・ラムズフェルド（元国防長官）
- 日本：麻生太郎（元内閣総理大臣）